# 莫羅埃尼鄉
45°14′29″N 25°27′2″E / 45.24139°N 25.45056°E
莫羅埃尼鄉（羅馬尼亞語：Comuna Moroeni, Dâmbovița），是羅馬尼亞的鄉份，位於該國南部，由登博維察縣負責管轄，面積287平方公里，海拔高度647米，2007年人口5,222，人口密度每平方公里18人。